# Oxymacaria retinodes
Oxymacaria retinodes är en fjärilsart som beskrevs av Oswald Beltram Lower 1902. Oxymacaria retinodes ingår i släktet Oxymacaria och familjen mätare. Inga underarter finns listade i Catalogue of Life.